# 4121-es mellékút (Magyarország)
A 4121-es számú mellékút egy bő 10 kilométeres hosszúságú, négy számjegyű mellékút Szabolcs-Szatmár-Bereg vármegye északkeleti részén: Tiszaadony és Barabás községeket köti össze, illetve határátkelővel is rendelkezik az ukrajnai Mezőkaszony (Косонь) felé.

## Nyomvonala
Tiszaadony keleti külterületei között ágazik ki a 4113-as útból, annak a 19+600-as kilométerszelvénye táján, keleti irányban. 3,3 kilométer megtételét követően szeli át Barabás határát, majd – 7,3 kilométer után – kiágazik belőle dél felé a 4123-as út, Vámosatya irányába. Kevéssel ezután eléri Barabás első házait, melyek közt a Petőfi út nevet veszi fel. A központban, 8,7 kilométer után egy körforgalmú csomóponton halad át, ahol kiágazik belőle délkelet felé a 4124-es út, a folytatása pedig már az Árpád út nevet viseli. Kevéssel a tizedik kilométere előtt hagyja maga mögött a település utolsó házait, nem sokkal ezután pedig eléri az országhatárt, ahol véget is ér.
Teljes hossza, az országos közutak térképes nyilvántartását szolgáló kira.kozut.hu adatbázisa szerint 10,829 kilométer.

## Települések az út mentén
- (Tiszaadony)
- Barabás